# 무라타 쓰네요시

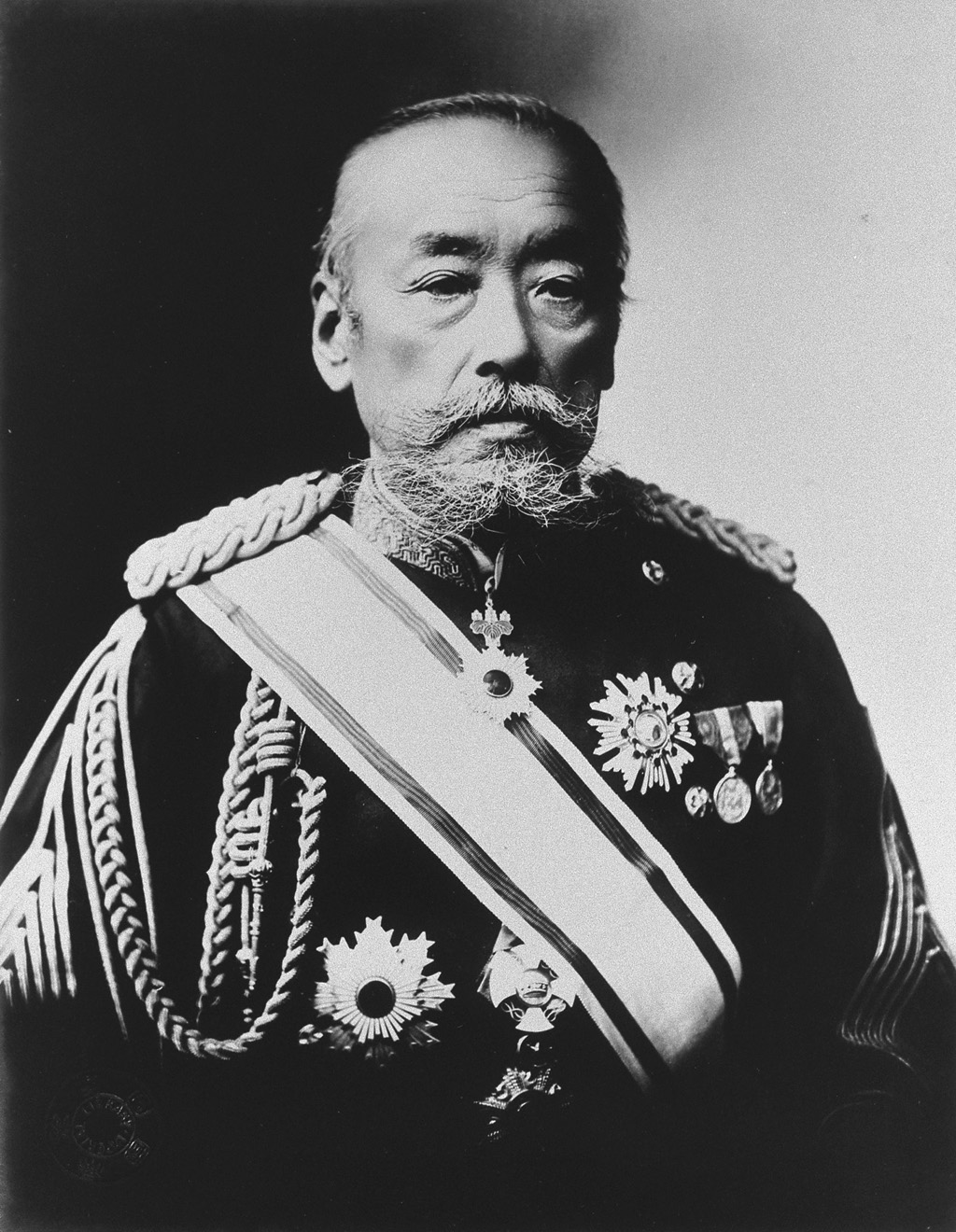
무라타 쓰네요시

무라타 쓰네요시(일본어: 村田経芳, 1838년 7월 30일 ~ 1921년 2월 9일)는 막말의 사쓰마 번사이자 일본 제국 육군의 군인이다. 계급은 육군 소장. 영전은 종2위 훈1등. 작위는 남작. 통칭은 유에몬(勇右衛門). 무라타총(村田銃)의 개발자로도 알려져 있다.